# Het Gooi

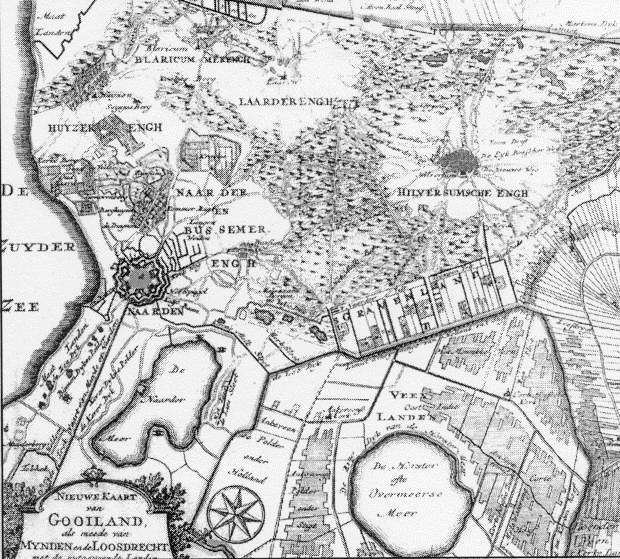
Historische kaart, het noorden bevindt zich links

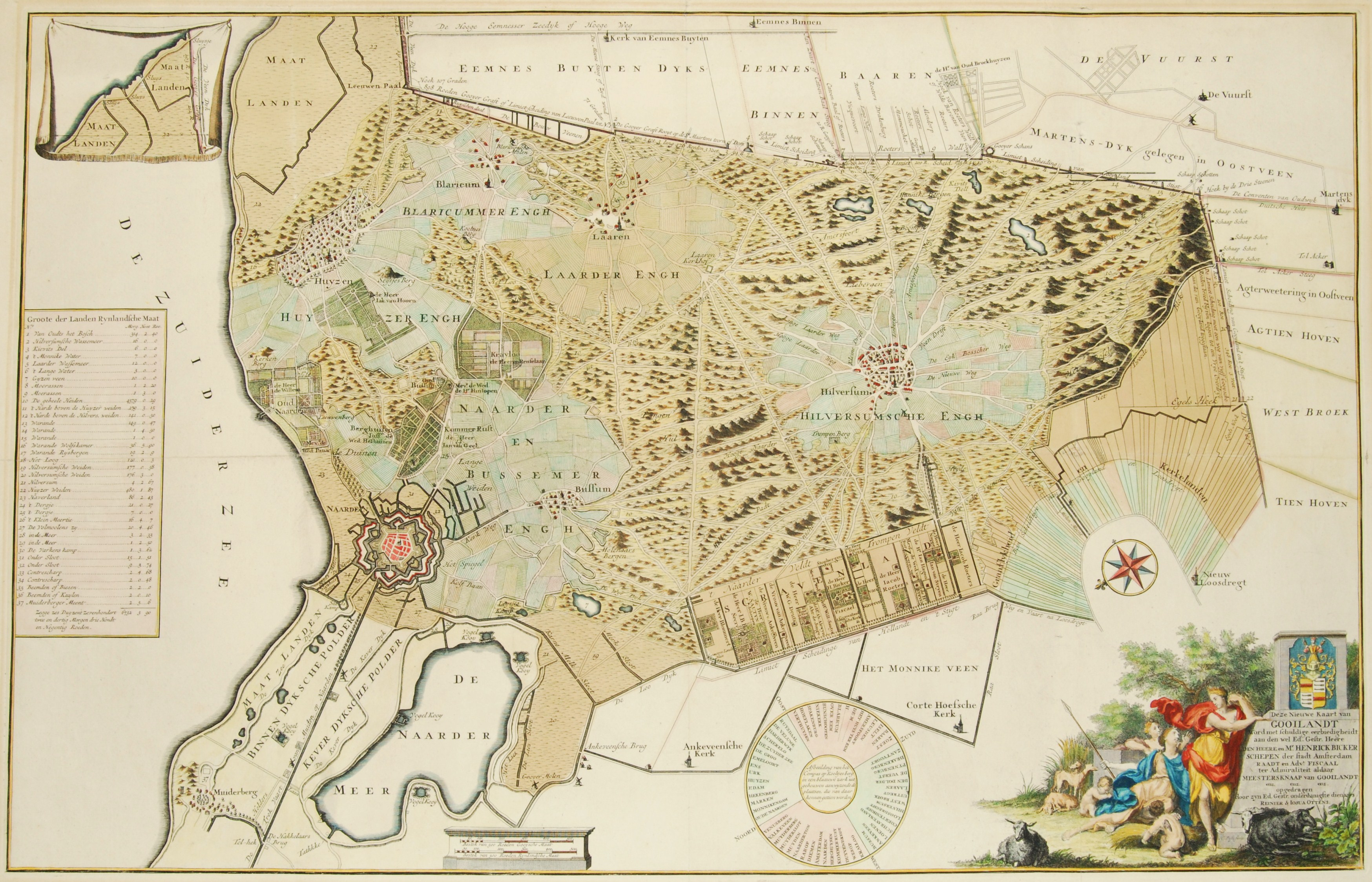
Historische kaart van Gooiland. Uitgegeven tussen 1725 en 1734 door Reinier en Joshua Ottens

Het Gooi is een Nederlandse landstreek in het zuidoosten van de provincie Noord-Holland. De naam, ook geschreven als ’t Gooi (het lidwoord maakt vast deel uit van de naam), maar op literaire wijze of ter afwisseling soms ook aangevuld tot Gooiland, gaat terug op het woord Gooi, een oude nevenvorm van gouw. Een oude naam voor Gooiland is ook Naerdincklant (Naardensland, Land van Naarden), genoemd naar de enige oude stad in de regio, die gedurende een bepaalde periode als hoofdplaats fungeerde en de zetel was van de baljuw. Ten tijde van P.C. Hooft was het Muiderslot de zetel, maar Muiden en Muiderberg behoorden zelf niet tot Het Gooi. Beide westelijke kernen maken thans wel deel uit van de nieuwe fusiegemeente Gooise Meren, samen met de vanouds Gooise plaatsen Bussum en Naarden. Doordat ze deel uitmaken van Gooise Meren kunnen deze beide kernen Muiden en Muiderberg thans impliciet ook tot Het Gooi worden gerekend.
Historisch gezien is Het Gooi of Gooiland het gebied dat gelegen is tussen de Eem en de Vecht op de hoge zandgronden: de vier huidige gemeenten Huizen, Blaricum, Laren en Hilversum, alsmede de voormalige gemeenten Naarden en Bussum. De enige latere toevoeging was het dorp ’s-Graveland. Voor de stichting van dat dorp (omstreeks 1625) hoorde dit gebied ook al onder Gooiland. Gooiland viel vanouds samen met het gebied van de marke van de zogenaamde erfgooiers. In de 13e eeuw ontstond hier deze bijzondere boeren-zelforganisatie (of liever marke-organisatie), die vanaf 1912 bij wet genoemd werd: Vereniging Stad en Lande van Gooiland. (Tot 1912 was de naam Vergadering van Stad en Lande van Gooiland.)

## Oudste bewoning
Al zeer diep in de prehistorie woonden hier mensen. Archeologen hebben zelfs bewoning door neanderthalers aangetoond, circa 120.000 jaar geleden. Bewoning door de moderne mens is aangetoond uit de steentijd, maar vooral ook uit de late ijzertijd en de bronstijd (Hilversumcultuur).

## Landschap

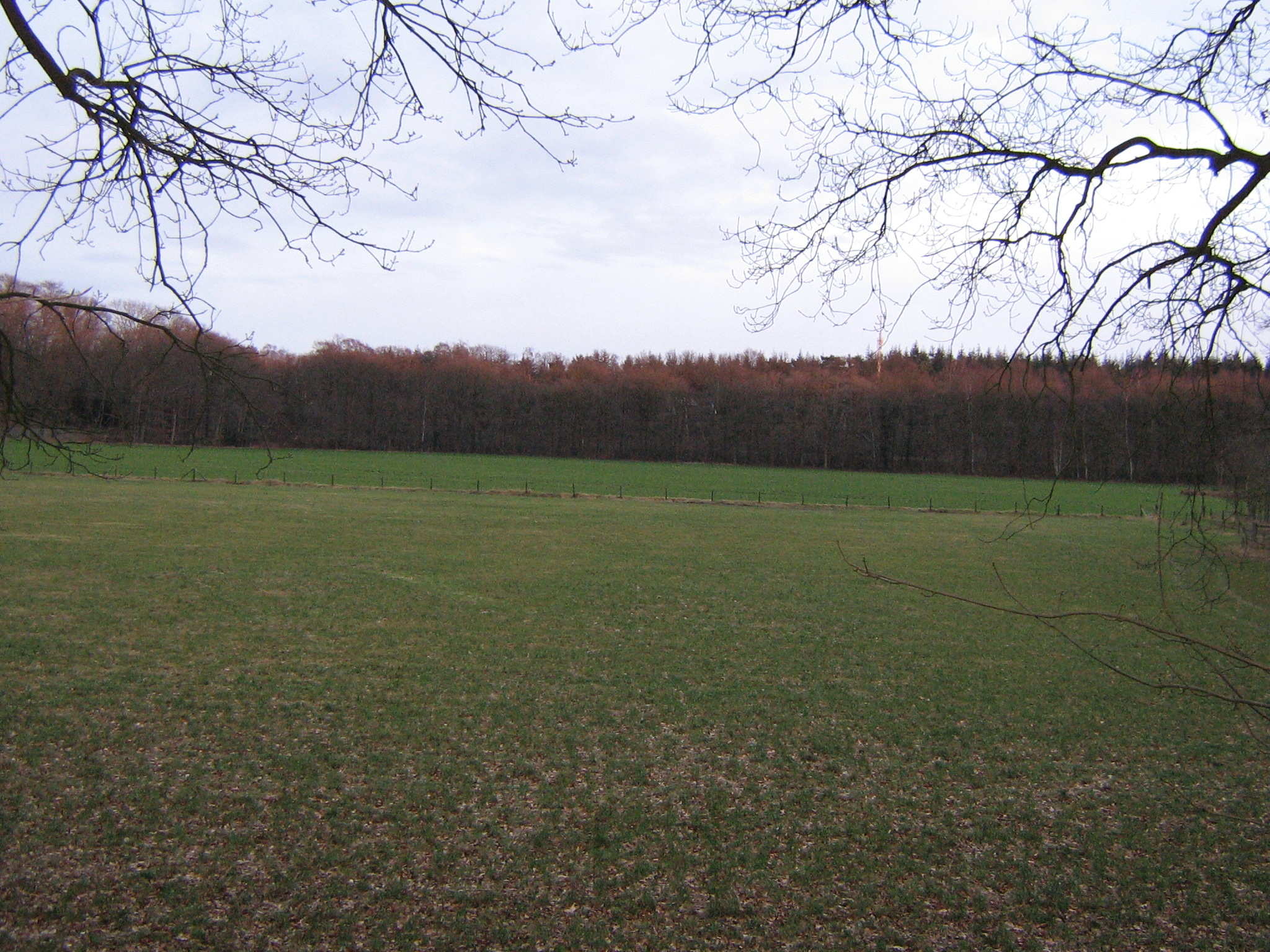
Goois landschapstype: Weitje omgeven door bebossing

Landschappelijk is Het Gooi vrij zeldzaam. De streek bezit een hoge zandrug, de licht heuvelachtige noordelijke uitloper van de Utrechtse Heuvelrug, waarvan het een zanderig en bosrijk gedeelte vormt. Het hoogste punt in Het Gooi is de Tafelberg (36,4 m) halverwege Blaricum en Huizen. Verder is het landschap vlak aan oost- en westzijde, met meest weilanden.
De vele overgangen van hoog naar laag, en van droog naar nat zijn belangrijk voor veel dieren en planten. Het hedendaagse Gooi was destijds omringd met verraderlijke hoog- en laagveengebieden die een natuurlijke grens vormden en Het Gooi isoleerden van de Utrechtse gebieden in het zuiden, die langs de Vecht in het westen en langs de Eem in het oosten. Het Gooi biedt zo een grote variatie in landschapstypen met wateren aan de randen, gevoed door kwelwater van de hoge zandrug. Er zijn nog loof-, naald-, gemengde bossen, heide, grasland met zanderijsloten, landgoederen en unieke restanten van engen en meenten. Veel terreinen krijgen bescherming (Naardermeer, Goois Natuurreservaat) en vormen waardevolle buffers tussen de oprukkende bebouwing. Ook uniek voor Het Gooi is het consequent omzomen van veel heidegebieden met groene bosranden tot één vrijwel onafgebroken coulisselandschap dat het zicht op de bebouwing voorkomt. Het Goois Natuurreservaat (GNR) spreekt in dit verband graag van een illusielandschap: "De natuurgebieden van het Gooi omzomen de stedelijke gebieden. In het open heidelandschap is op veel plaatsen nog echt ruimte en weidsheid te ervaren doordat de
stad aan het zicht is onttrokken door bos en doordat de bebouwing van de stad laag wordt gehouden."
Vanwege haar landschappelijke waarden is de regio zeer geliefd: naast veel beschermde natuurgebieden bevat zij een zestal verspreid liggende kleinere tot middelgrote plaatsen met veel villabouw, zonder een echte centrumstad. Kenmerkend voor Het Gooi is juist dat de zes plaatsen samen een soort parkstad vormen. Het gebied wordt doorsneden door twee snelwegen: de A1 van oost naar west en de A27 van noord naar zuid. Bovendien ligt er de spoorweg van Amsterdam naar Utrecht via Hilversum, plus de lijn Amsterdam – Amersfoort en de Gooiboog, de directe lijn van Almere naar Bussum en verder.

## Begrenzing

Gemeentegrenzen Bussum en omliggende gemeenten anno 2011

| Gemeentegrenzen Wijkgrenzen Buurtgrenzen Autosnelweg Secundaire weg Spoorweg |  |  | ██ Geselecteerde gemeente ██ Bebouwd gebied ██ Bos of park ██ Binnenwater, rivier of kanaal |

### Traditionele begrenzing
De echte Gooise plaatsen zijn (in aflopende grootte): Hilversum (de grootste gemeente en min of meer de centrumplaats), Huizen, Bussum, Naarden, Laren en Blaricum. Beide laatste plaatsen bezitten nog het meest een dorpskarakter, compleet met een authentieke Gooise brink. Eigenlijk was van oudsher alleen Naarden een stad, de andere plaatsen waren dorpjes. Hilversum is met bijna 90.000 inwoners de grootste woonplaats, voor de combinatie Naarden-Bussum met ongeveer 50.000 en Huizen met 42.000 inwoners.

#### Bestuurlijke consequenties
Sommige kringen (van bestuur, bedrijfsleven en media) vatten de Gooise regio ruimer op. Het Gooi bestrijkt dan globaal het gebied tussen het Amsterdam-Rijnkanaal aan de westkant, en de Utrechtse Eem aan de oostkant. Niet de historische Gooyergracht (en de daaraan ongeveer parallelle A27), maar de Utrechtse rivier de Eem vormt dan de oostelijke grens, met het Gooimeer aan de noordkant en het Utrechtse plassengebied aan de zuidwestkant. Het historische Eemland en de Vechtstreek worden zo bij uitbreiding ook tot Het Gooi gerekend waardoor de traditionele noties 'Het Gooi', 'Vechtstreek' en 'Eemland' vervagen. De landschappelijke verschillen tussen enerzijds het verstedelijkte Gooi, met zijn kern van heide- en boslandschap, en anderzijds de beide andere, landelijkere, veeteeltgebieden zijn echter nog duidelijk zichtbaar.
In het het kader van een gemeentelijke herindeling is de Noord-Hollandse fusiegemeente "Gooise Meren" gevormd uit de Gooise gemeenten Naarden en Bussum en de Vechtstreek-gemeente Muiden.

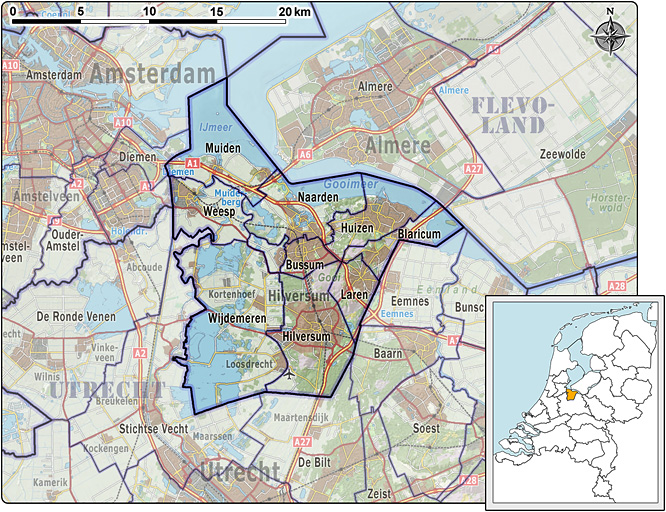
Begrenzing van de Veiligheidsregio Gooi en Vechtstreek, impressie van het landschap en voormalige indeling van gemeenten (2012)

Aan dit streven lag mede ten grondslag de wens om de Vechtstreek niet verweesd te laten binnen de driehoek Amsterdam, Almere en Het Gooi. De fusieplannen van de provincie Noord-Holland stuitten echter ook op grote bezwaren, met name van de grootste betrokken gemeente, Bussum. Deze wenste alleen een fusie met Naarden en eventueel de Hilversumse Meent. In mei 2012 werd dit fusieplan in de Tweede Kamer verworpen. Inmiddels is er zonder Weesp wel een drieledige fusiegemeente gevormd, onder de naam Gooise Meren.

### Buiten de historische grenzen
- De Vechtstreek en het Eemland liggen historisch en landschappelijk buiten Het Gooi. Ze worden thans wel betrokken in het bestuurlijk overleg over een gemeentelijke herindeling van Het Gooi en de Vechtstreek.
- Vroeger werd er wel gezongen over "Baarn, parel van Het Gooi". Aan de oostkant hebben Baarn en Eemnes affiniteit met Het Gooi, waar zij ook 'tegenaan schurken'. Bestuurlijk vallen Eemnes en Baarn echter onder de Utrechtse regio Eemland. De Gooyergracht en de autoweg A27 vormen een scherpe fysieke grens met Het Gooi. Niettemin werkt Eemnes bestuurlijk samen met de gemeenten Blaricum en Laren, in een informeel verband dat naar de beginletters wordt aangeduid als de 'drie BEL-gemeenten'. Het fuseren van de 'drie BEL-gemeenten' is weer een stap verder, er is namelijk een gedeeld gemeentehuis in Eemnes.
- Aan de zuidwestkant vallen de genoemde gemeenten/dorpen (Loosdrecht, ’s-Graveland en Kortenhoef in de gemeente Wijdemeren) onder de Noord-Hollandse regio Gooi en Vechtstreek, met de nadruk op Vechtstreek. Daaronder vallen dan ook nog de westelijker gelegen Noord-Hollandse dorpen en stadjes Nederhorst den Berg, Ankeveen en de noordwestelijk gelegen plaatsen Weesp en Muiden. Grensoverschrijdend is de Vechtstreek nog weer groter. Hiervoor wordt ook wel de term 'Vechtplassengebied' gehanteerd.

## Cultuurhistorische aspecten
Het Gooi bezit een aantal cultuurhistorische aspecten die van landelijk en soms van internationaal belang zijn:
- Prehistorische grafheuvels
- Doodwegen die naar het St.-Janskerkhof in Laren leiden
- De Erfgooiers
- De enige esdorpen in de provincie Noord-Holland met nog herkenbare brinken: Laren, Blaricum en Muiderberg.
- De vesting Naarden met zijn vestingmuseum
- De oude vissershaven en dorpskern van Huizen
- De verdedigingslinies
- Hilversum: architectuurstad, radio- en televisiestudio’s
- Het buitenplaatsenlandschap van ’s-Graveland
- Hollandse waterlinie – noordelijk deel
- De Utrechtse Heuvelrug – noordelijk deel
- Het Gooise dialect - thans bijna verdwenen

## Geschiedenis
Het hooggelegen Gooi met zijn zandbodem is een van de oudst bewoonde streken van Nederland, waarvan de prehistorische grafheuvels en vondsten uit de Hilversumcultuur getuigenis afleggen. Deze duiden op een cultuur uit de vroege en midden-bronstijd (1800 - 1200 v.Chr.), naar aanleiding van het aardewerk dat in Hilversum en omgeving in vooral grafheuvels is gevonden. Kenmerkend voor de Hilversumcultuur zijn eenvoudige, tonvormige en dikwandige urnen. De versiering bestaat meestal uit vinger- en nagelindrukken op de rand, gecombineerd met afdrukken van touw. Het Geologisch Museum Hofland, gelegen naast het Sint-Janskerkhof, toont hiervan een aantal voorwerpen.
Water verzamelde zich op de lager gelegen plaatsen, en dat werden drinkplaatsen voor het vee. De dorpen Hilversum, Laren, Blaricum en Bussum zijn rond die drinkplaatsen ontstaan. Door de arme zandgronden was er voornamelijk schapenhouderij mogelijk, wat leidde tot wolverwerking.
Tot ongeveer 1300 stond Het Gooi bekend onder de naam Nardincklant of Nardingerland (Land van Naarden). In 968 schonk (gouw)graaf Wichman Nardincklant aan het stift Elten, een wereldlijk stift voor (hoog)adellijke juffers in Elten. Het stift en zijn kerk waren gewijd aan Sint Vitus. In 973 kreeg het stift Elten van de keizer Otto II immuniteitsrechten over al zijn bezittingen, ook over Nardincklant. Kerken die in Nardincklant gebouwd werden op de immuniteitsgronden van het stift Elten werden eveneens gewijd aan Sint Vitus.
Ook het kapittel Sint-Jan van Utrecht had rechten in het Naardingerland (Het Gooi). Van de kerk in Naarden deelden de proost van het kapittel Sint-Jan en de abdis van het stift Elten het recht om de persona aan te stellen. Verder hadden zowel de proost als de kanunniken van het kapittel inkomsten uit verspreid liggende gronden in Het Gooi. De naam Janskerkhof in Laren waar door het kapittel in de elfde eeuw een kapel gesticht is verwijst naar de beschermheilige van het kapittel.
Vóór 1300 bleef Het Gooi echter voor het grootste deel onbebouwd, met alleen kleine boerengemeenschappen, die de gronden, bossen (meenten en engen) gezamenlijk gebruikten. Na 1300 ontstonden de zogenaamde erfgooiers, een voor Nederland unieke vorm van marke-organisatie die het gebruiksrecht van de gronden als gemeenschappelijk beschouwde en regelde. De vereniging van erfgooiers Vereniging Stad en Lande van Gooiland werd met 164 stemmen tegen en 3012 stemmen voor opgeheven, wat bij Koninklijk Besluit van 11 maart 1973 werd bevestigd. De vereniging telde bij opheffing 5041 leden. Er werd 528 hectare grond aan de Gooise gemeenten verkocht voor vijftien miljoen gulden. De eigen scharende leden kochten voor negen miljoen. De uiteindelijke uitkering aan de leden bedroeg circa vijfduizend gulden per lid. Het zou tot 1981 duren alvorens de vereniging geliquideerd werd.
Vanaf ongeveer 1500 werd Het Gooi door Amsterdam gebruikt voor zandwinning voor de stadsuitbreidingen, waarvoor een aantal vaarten werd gegraven ('s-Graveland, Naarden, Bussum). In de 17e eeuw bereikte dit een hoogtepunt. Het daaruit ontstane kanalenstelsel hielp de economische ontwikkeling van Het Gooi, onder meer door de komst van regelmatige trekschuitendiensten. Belangrijke trekvaarten zijn de nog bestaande Naardertrekvaart en 's-Gravelandsevaart.

### Intrek van stedelingen
Ook in de 17e eeuw werd in 's-Graveland en op andere plaatsen de heide ontgonnen voor het aanleggen van buitenplaatsen zoals Oud Bussem, Trompenburgh voor admiraal Cornelis Tromp en "Heuvel en daal" (voor de Amsterdammer Willem van den Heuvel tot Beichlingen, gezegd Bartolotti). Deze buitens werden alleen in de zomer bewoond, in de winter keerde men terug naar de stad.
Dat werd anders na 1881, toen de Gooische Stoomtram en later de auto het mogelijk maakten om wekelijks of zelfs dagelijks heen en weer te reizen. Rond die tijd raakte Het Gooi ook in trek bij kunstenaars. Die vestigden zich in Laren en Blaricum, dat in die periode "Land van Mauve" werd genoemd. Ook twee buitenlandse schilders kwamen in Het Gooi werken: Max Liebermann in 1884 eerst, terwijl de Amerikaan William Henry Singer in 1911 te Laren het landhuis "De Wilde Zwanen" liet optrekken, dat na de Tweede Wereldoorlog het Singer Museum zou worden. In de jaren 1914-1919 woonden en werkten ook Piet Mondriaan en Bart van der Lek hier.
Frederik van Eeden stichtte in Bussum zijn idealistische kolonie Walden. De Amsterdamse wethouder Monne de Miranda vond in 1926 dat ook arbeiders in staat gesteld moesten worden om buiten de stad in een groene omgeving te wonen. Hij wilde de tuinstad Gooistad ontwikkelen voor zo'n 50.000 Amsterdammers. Beoogde locatie was de "erfgooiersheide" tussen Hilversum, Bussum en Laren. Een elektrische tram zou het woon-werkverkeer verzorgen. Het massale verzet in Het Gooi tegen dit plan werd ook gesteund door De Miranda's politieke geestverwant en Gooise villabewoner Henri Polak. Het enige tastbare resultaat van het plan was de Gooiseweg in Amsterdam-Oost.

### Omroep
De komst van de Nederlandsche Seintoestellen Fabriek, in 1918 gesticht, leidde ertoe dat Het Gooi het Nederlandse centrum werd voor de omroep en de telecommunicatie-industrie (hoofdvestiging in Hilversum, maar ook in Huizen: Philips, later o.a. ook Lucent Technologies en Thales). Het restant van de telecommunicatie-industrie is door verschillende omstandigheden minder belangrijk geworden en grotendeels ondergegaan met de 'internethype' van 2002 en daarop volgende reorganisaties.
De omroep was aanvankelijk alleen gevestigd in Hilversum, maar gaandeweg ook in Bussum (eerste tv-uitzendingen), Naarden (onder meer Sky Radio), Laren (Talpa), Blaricum, Loosdrecht (dat historisch nooit tot Het Gooi gerekend werd, maar sinds de gemeentelijke herindeling van 1 januari 2002 bij Noord-Holland hoort).

## Plaatsen in Het Gooi

### Naarden

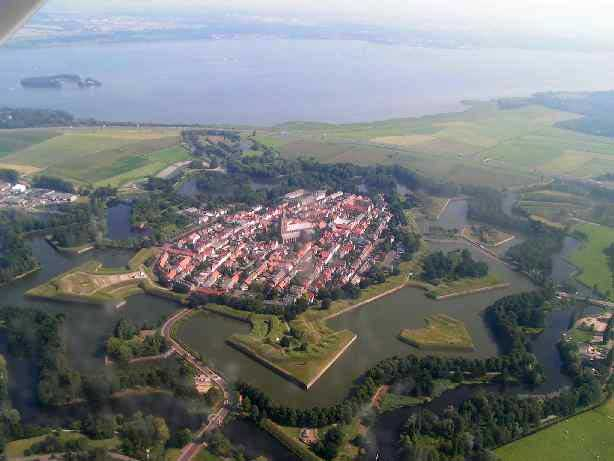
Naarden-Vesting en het Gooimeer

Naarden kreeg begin 14e eeuw stadsrechten; maar werd in 1350 opnieuw gesticht op de huidige locatie nadat het oorspronkelijke stadje was verwoest tijdens de Hoekse en Kabeljauwse twisten. De plaats ontwikkelde zich als garnizoensstad met onder meer textielindustrie, mede door de wolaanvoer van de Gooise heidevelden. Naarden was tot de 19e eeuw een belangrijke vestingstad; de perfect gerestaureerde (1964-1987) vesting huisvest onder andere het Nederlands Vestingmuseum. Tweejaarlijks vindt in de vesting het FotoFestival Naarden plaats. In de Sint-Vituskerk vindt traditioneel op Goede Vrijdag de Matthäuspassion van Bach plaats. Historisch gezien is Naarden de enige stad in Het Gooi, maar thans is de vesting Naarden eerder een exclave van de stedelijke agglomeratie Naarden-Bussum.

### Laren
Een belangrijk dorp op de zandgronden van Het Gooi werd Laren. In Utrecht werd in 1085 het Kapittel van Sint Jan gesticht. Dat kapittel kreeg ook gronden in de omgeving, onder andere op het later in de Zuiderzee (thans Gooimeer) verdronken land, nadien geruild met grond op De Vuursche. Het wordt echter bestreden dat het Utrechtse kapittel land gehad zou hebben bij het Sint Janskerkhof in Laren. Er is veel strijd geweest tussen de graven van Holland en de bisschoppen van Utrecht over de heerschappij. In 1285 kocht Floris V van hen het recht als landsheer op te treden. Toen waren er al kerken gesticht die de naam van de schutspatroon voor Hoog Elten en Het Gooi Sint-Vitus droegen (Naarden (2), Bussum, Hilversum (2), Blaricum).
Laren werd het religieuze centrum voor de omliggende dorpen. De jongste (nu nog bestaande) katholieke kerk verkreeg de status van basiliek. Van daaruit wordt de jaarlijkse Sint-Jansprocessie gehouden op de feestdag van Sint-Jan, 24 juni. Vanuit de omgeving lopen nog enkele oude doodwegen over de heide naar het Larense Sint Janskerkhof.

### Laren en Blaricum

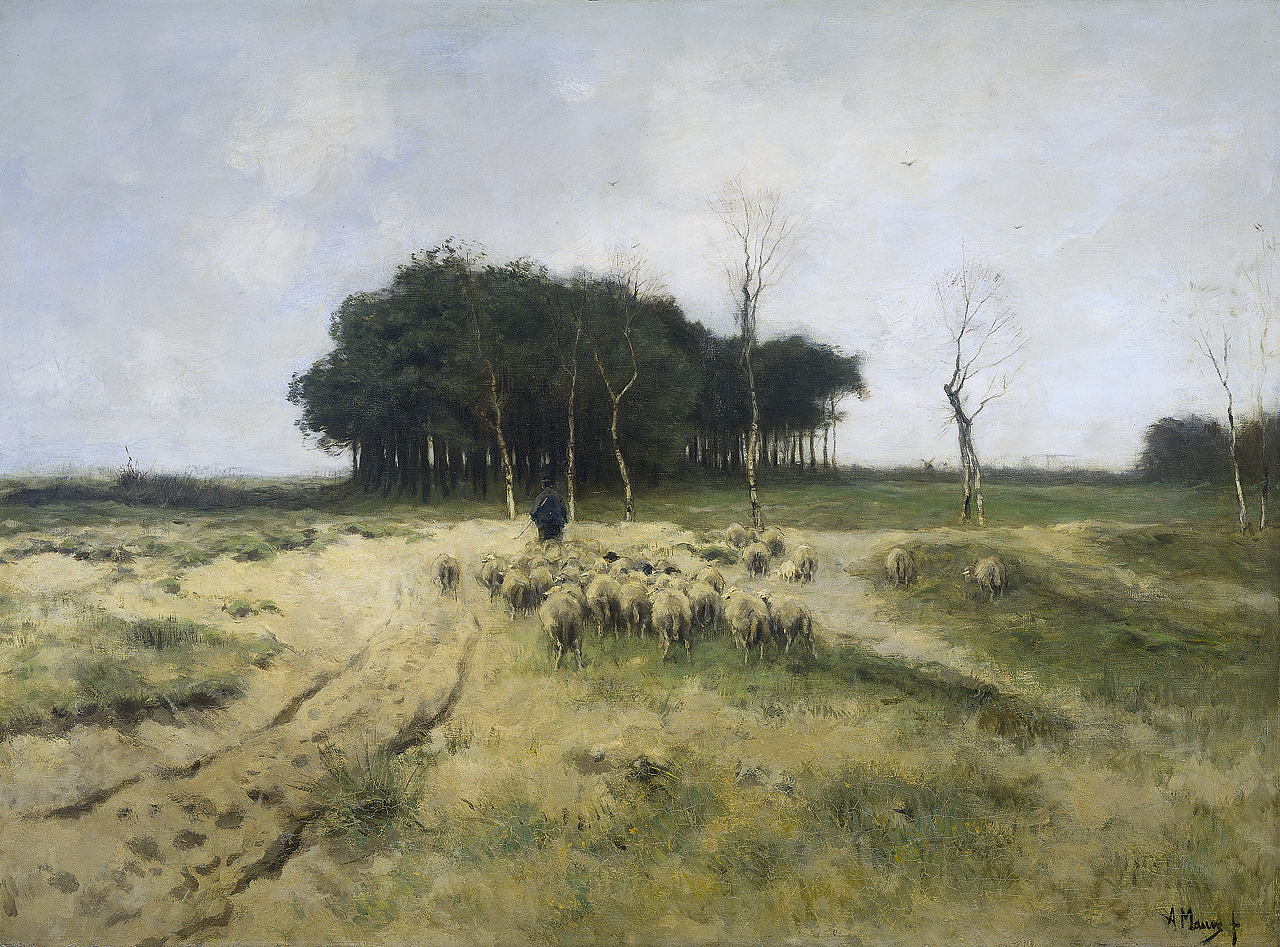
"Heide te Laren", Anton Mauve, 1887

Laren en Blaricum waren tot omstreeks 1850 kleine, arme boerendorpen. Vanaf de komst van de stoomtram in 1882, tot omstreeks 1950, vestigden zich hier vooral beeldend kunstenaars met beroemdheden als Anton Mauve (leermeester van Vincent van Gogh), Jan Sluijters en Ferdinand Hart Nibbrig. In 1911 vestigde de Amerikaanse schilder William Singer (1868-1943) zich in Laren. Hij en zijn vrouw waren kunstverzamelaars. Mevrouw was tevens muziekliefhebber en een niet onverdienstelijk pianiste. Na het overlijden van William Singer (in Noorwegen) en de terugkeer van zijn vrouw in Nederland, heeft zij het initiatief genomen om de William H. Singer Foundation te stichten en daarmee het museum en het theater te stichten van Singer Laren.
Laren en Blaricum zijn vooral woondorpen voor tv-sterren en de nouveaux riches, die in de boom van de jaren 1990-2000 snel geld hebben verdiend. Blaricum was in 2000 volgens het CBS de 'rijkste gemeente van Nederland'. Laren is de meest vergrijsde gemeente van Nederland.

### Hilversum

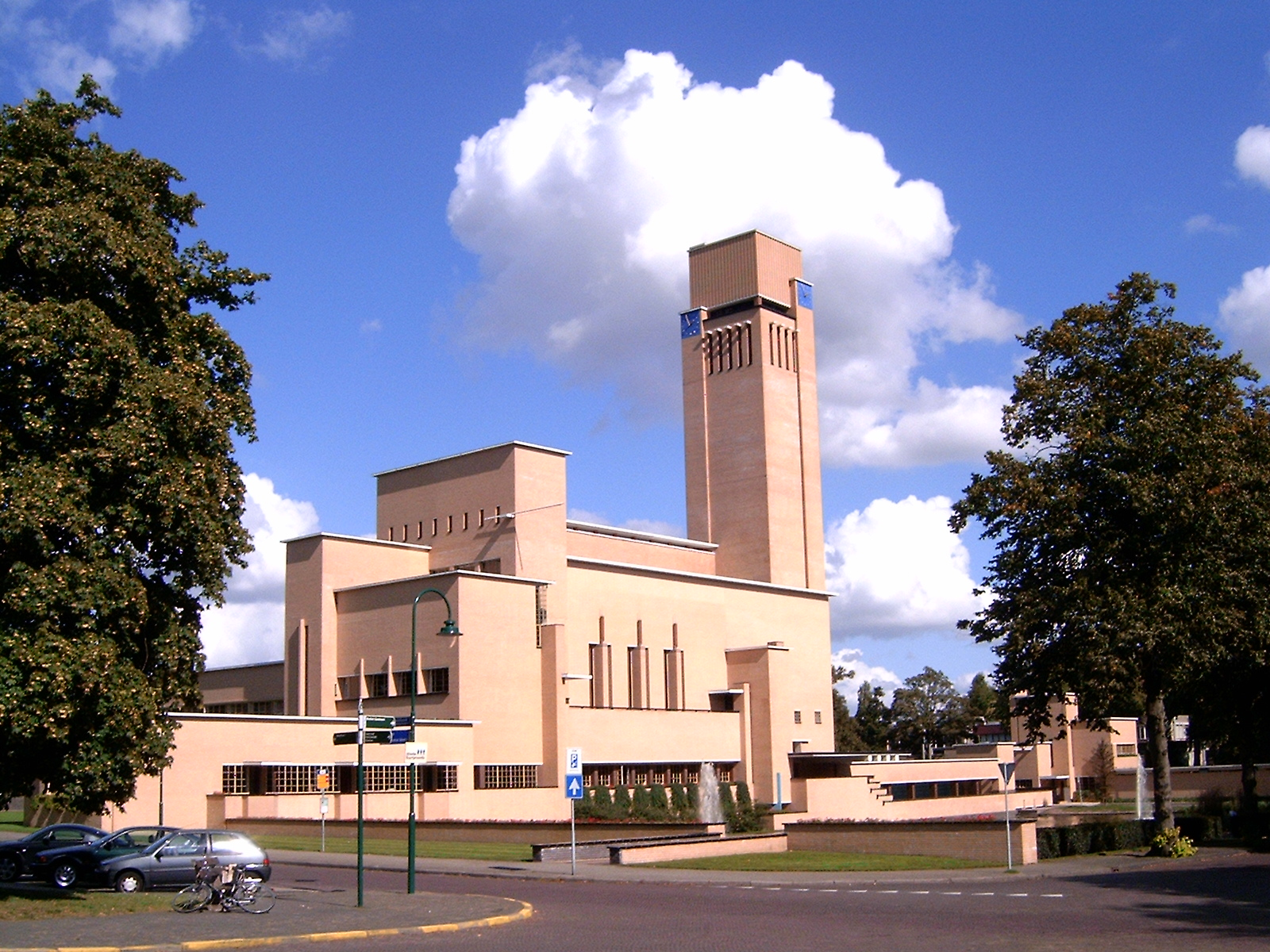
Raadhuis van Hilversum, door Willem Marinus Dudok (1924)

In Hilversum ontwikkelde zich vanaf de 16e eeuw een wol- en textielindustrie, waardoor het dorp sneller groeide dan de andere dorpen en zelfs de stad Naarden voorbijstreefde. In die tijd begon ook de zandwinning voor de uitbreidingen van Amsterdam, en de vestiging van royale buitenhuizen van rijke Amsterdammers. Een voorbeeld hiervan is de Bussumse wijk Het Spiegel.
Hilversum is de belangrijkste en grootste plaats in Het Gooi, en nam die rol in de 18e eeuw van Naarden over. Het is ook het inkoopcentrum voor de Gooiers (Hilvertshof), eerst vanwege de snelle industriële ontwikkeling (textiel en tapijten), daarna wegens de vestiging van een kantongerecht, de radio- en zenderfabriek van Philips in 1918 (NSF), en de omroepen. De NSF-fabriek leidde tot de vestiging van de publieke omroep (AVRO, VARA, KRO, NCRV, NTS, NOB en andere, zoals de commerciële omroepen) die als enige grote bedrijfstak in Hilversum over is. Het overwegend katholieke Hilversum, met zijn rijksmonument de Sint-Vituskerk, bereikte in 1965 103.000 inwoners, maar verloor veel bedrijven en kromp aanzienlijk in bevolking: in 2006 nog maar 84.000 mensen (van wie ruim 4000 in de tegen Bussum aangelegen exclave Hilversumse Meent). De plaats werd met Leefbaar Hilversum in de jaren 1990-2000 de bakermat van de politieke Leefbaren-beweging.

### Bussum

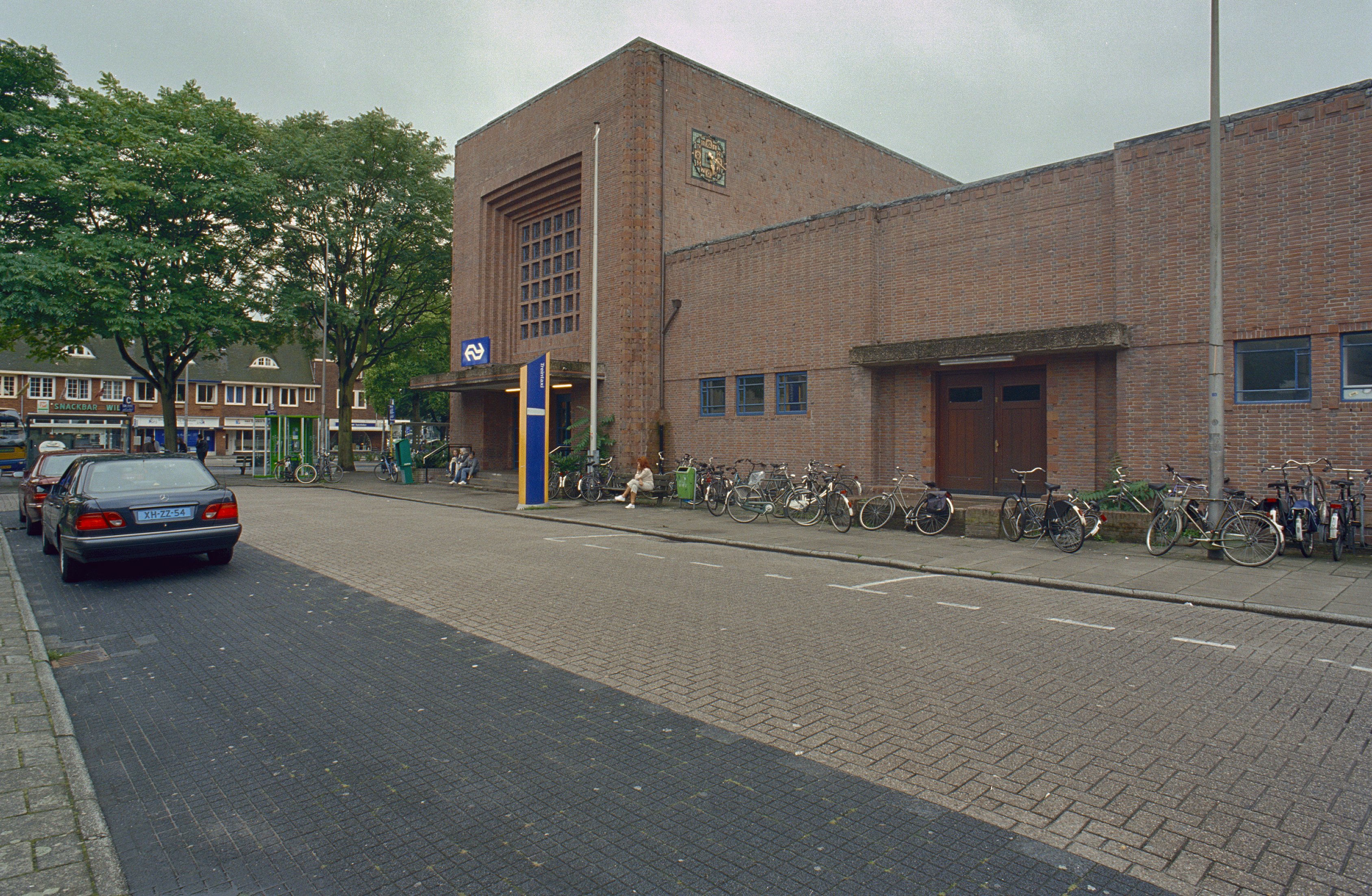
Station Naarden-Bussum

Bussum ontwikkelde zich van dorp tot stad sinds het met de zustergemeente Naarden een treinstation deelt. Bussum dateert als boerendorpje van rond het jaar 1000, en ging pas flink groeien in de 19e eeuw, toen het door de Oosterspoorweg en vanwege de natuur voor forensen aantrekkelijk werd zich er te vestigen. Ook de schrijvers Frederik van Eeden (met zijn kolonie Walden) en Herman Gorter lieten hun oog erop vallen. Daarna werd het een echte forensengemeente zonder veel eigen bedrijvigheid en groeide het sterk. Er werden tussen 1880 en 1940 fraaie villa's en villabuurten gebouwd.

Naast Hilversum heeft ook Bussum een rol gespeeld in de televisiegeschiedenis. In de jaren 50 vond vanuit Bussum de eerste openbare televisie-uitzending plaats, vanuit de inmiddels afgebroken Studio Irene. Na de jaren 80 nam de groei flink af en Bussum is daardoor een van de meest vergrijsde gemeenten van Nederland.

De agglomeratie Bussum-Naarden-Hilversumse Meent (medio 2009 tezamen ruim 53.000 inwoners) is de tweede stedelijke kern van Het Gooi, na Hilversum, maar vóór Huizen, dat er qua inwonertal (42.000) nog wel wat achterblijft. Bussum en Naarden hebben het grote voordeel dat zij gelegen zijn aan de spoorlijn van Amsterdam naar Hilversum. Na enkele decennia half braak gelegen te hebben is het vernieuwde 'stadshart' van Bussum, het Landstraat-project bij het gemeentehuis, voltooid.

### Huizen

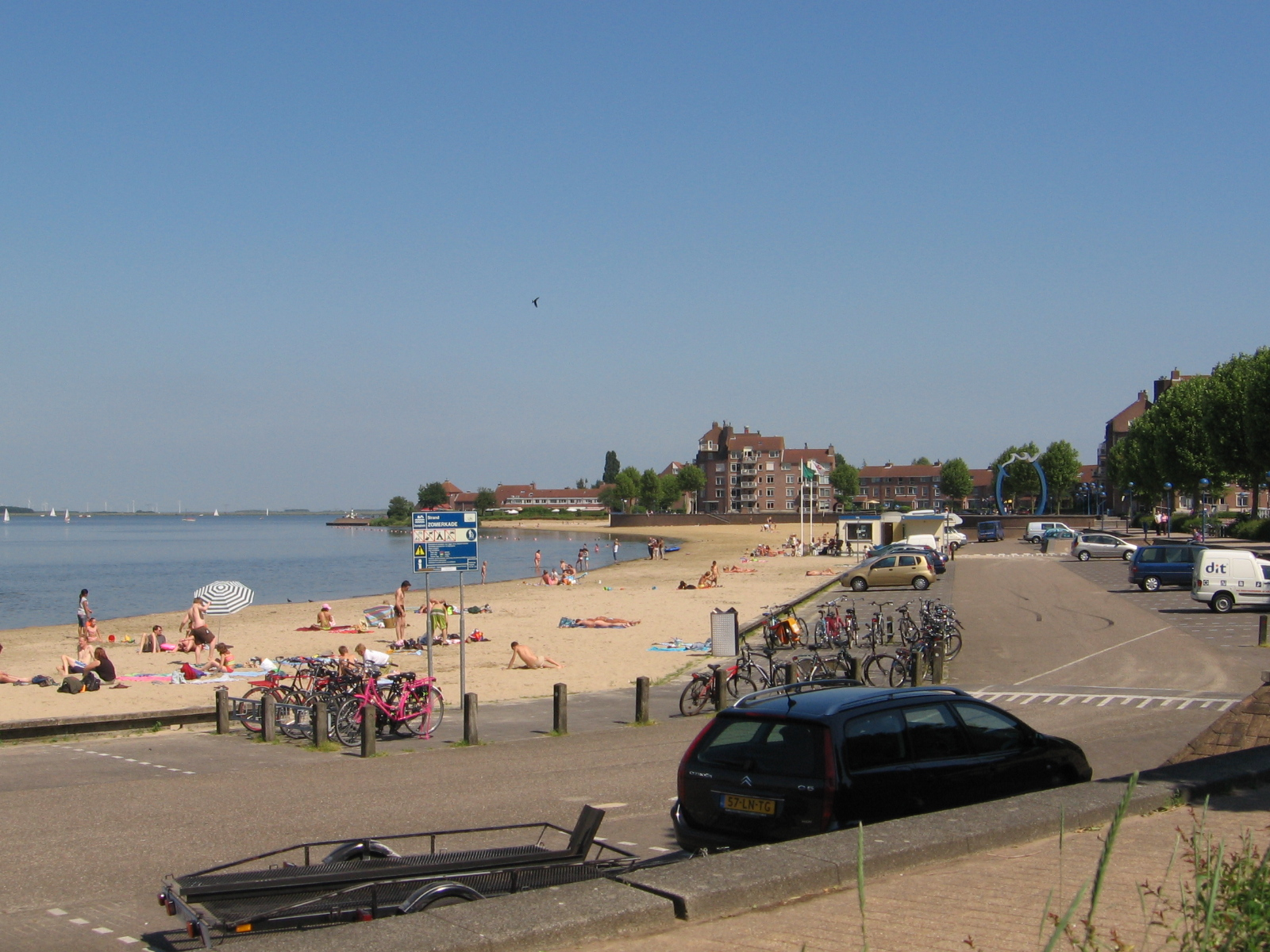
Het Gooimeerstrand bij Huizen in 2006

Huizen was vanouds een boeren- en vissersdorp, dat in de 19e eeuw uitgroeide naar het noorden toen de Gooische Stoomtram er een halte kreeg. Het dorp lag aanvankelijk aan de Zuiderzee, tegenwoordig aan het Gooimeer. Tot de aanleg van de Afsluitdijk is de visserij er belangrijk geweest. Huizers waren vooral goed in het uitventen van vis. Daarnaast specialiseerden anderen zich in het verhandelen en uitventen van kaas. Vooral na de aanleg van de Afsluitdijk werd het dorp een belangrijk centrum voor kaashandel (inclusief opslag en distributie).
Na de oorlog is het traditioneel protestantse Huizen, mede door een grote Philipsfabriek (later gesloten) de snelstgroeiende gemeente van Het Gooi geworden, met eveneens de snelstgroeiende bedrijfsvestiging. De bevolking groeit nog, in tegenstelling tot die van Bussum en vooral Hilversum.
Stedenbouwkundig verandert Huizen snel. De ontwikkeling naar een centrum voor woon-waterrecreatie aan de oostzijde van Het Gooimeer is in volle gang, zoals dat al eerder aan de westzijde bij het project Naarderbos het geval was.

### Muiden, Weesp en Wijdemeren
- Westelijk van Het Gooi ligt de Vechtstreek met de rivierstadjes Weesp en Muiden die thans deel uitmaken van de gemeenten Amsterdam en Gooise Meren respectievelijk.
- De fusiegemeente Wijdemeren, met als plaatsen 's-Graveland, Loosdrecht, Nederhorst den Berg, Ankeveen en Kortenhoef, bestaat grotendeels uit veenweidegebied. Zij wordt tot Gooi en Vechtstreek gerekend; hiervan ligt de kern Nederhorst den Berg (inclusief de kern Overmeer) aan de Vecht, terwijl de overige kernen meer aansluiten bij Het Gooi.

## Vervoer
De opkomst van Het Gooi als vestigingsplaats voor "gegoede burgerij" hangt nauw samen met de goede bereikbaarheid van de streek vanuit Amsterdam en Utrecht. In eerste instantie per trekvaart, maar vanaf 1874 door spoorlijnen naar Amsterdam, Utrecht, Amersfoort en verder. Vanaf de jaren 50 van de 20e eeuw zijn de snelwegen A1 en A27 aangelegd. Deze snelwegen doorsnijden belangrijke natuurgebieden, wat een belemmering vormt voor bijvoorbeeld de ontwikkeling van de Ecologische hoofdstructuur. In Hilversum ligt het grootste ecoduct ter wereld over de N524 en spoorlijn Amsterdam – Hilversum.

## Natuur
Van oorsprong was Het Gooi bedekt met bos en op de opengelegde gronden met heide; daarvan is nog veel over (Spanderswoud, Westerheide, Bussumerheide, Zuiderheide, Blaricummerheide, Tafelbergheide, Franse Kampheide, Hoorneboegse Heide).
Dit zijn allemaal beheerde natuurgebieden, meest onder de stichting het Goois Natuurreservaat. De Gooise natuur heeft een belangrijke recreatieve aantrekkingskracht, ook voor het nabije Amsterdam. Dit heeft bijvoorbeeld geleid tot de vestiging van ongeveer twintig maneges. Het Gooi heeft ook Nederlands oudste natuurmonument, het Naardermeer, met onder andere zijn unieke kolonie aalscholvers (phalacrocorax carbo).
De Loosdrechtse Plassen, volgens sommigen geen deel van Het Gooi, vormen een opmerkelijk contrast met de heide en het bos. De recreatiedruk is hier echter heel groot, zodat er voor veel natuurlijke ontwikkeling geen plaats meer lijkt.

## Huidige ontwikkeling
Het gebied van de gemeenten Hilversum-Bussum-Huizen is zeer dichtbevolkt: sinds de aanleg van de spoorlijn tussen Amsterdam en Amersfoort in 1874 hebben eerst Hilversum en Bussum, na de aanleg van de Gooise tram in 1882 ook Laren en Blaricum en ten slotte Huizen zich versneld ontwikkeld.
De bevolking van Het Gooi vergrijst nu relatief snel en er zijn relatief veel bejaardenhuizen.

## Taaleigen
In Het Gooi zijn plaatselijke dialecten vrijwel uitgestorven sedert de komst van de spoorlijnen (forenzen) en de omroep. In het oosten (Huizen, Blaricum, Laren) sloot de taal sterk op het West-Veluws aan, de westelijke varianten (Hilversum, Bussum) waren verwant aan het Utrechts-Alblasserwaards.
Sommige Nederlanders storen zich aan de zgn. Gooise r, die bijvoorbeeld te horen is in de liedjes van Kinderen voor Kinderen ("Een kind ondej de evenaaj wojt latej vaak een bedelaaj"). Deze "Gooise r" is niet terug te voeren op oorspronkelijk Gooise dialecten.

## Het Gooi in het spraakgebruik
In de beeldvorming naar buiten wordt Het Gooi wel vereenzelvigd met de omroepwereld en met de welstand van zijn bewoners. Vanwege de veronderstelde losbandigheid van de omroepwereld wordt ook wel gesproken over de Gooise matras.
Dit pejoratieve begrip ontstond in 1964. Columnist Jan Vrijman maakte destijds grapjes over een christelijk Kamerlid dat de subsidie van het literaire tijdschrift Podium wilde intrekken. Onder de titel 'Niet te geloven' schreef Vrijman: "Heel 't Gooi is een groot matras, en die mooie Gooise hemel lijkt wel het plafond van een derderangs hotel. Maar op het bedeesde beeldscherm wordt voornamelijk de reine Lassie bezongen." De term Gooise matras kwam uit een citaat van dichter Remco Campert die in zijn gedicht 'Niet te geloven' schreef: "Alles zoop en naaide, heel Europa was een groot matras." In de latere televisieserie Gooische Vrouwen leiden vier dames een ietwat frivool en decadent bestaan, daarmee de mythe nieuw leven inblazend.
Amstelland · Beemster · Bollenstreek¹ · Het Gooi · Groene Hart¹ · Haarlemmermeer · Holland¹ · Kennemerland · Kop van Noord-Holland · Purmer · Randstad¹ · Schermer · De Streek · Texel · Utrechtse Heuvelrug¹ · Vechtstreek¹ · Waterland · West-Friesland · Zaanstreek
¹ ligt ook buiten Noord-Holland